# Doctor Occult
Doctor Occult ist der Titel einer Comic-Reihe die der US-amerikanische Verlag DC-Comics seit 1935 in wechselnder Form veröffentlicht.
Doctor Occult erzählt – wie der Name der Reihe bereits nahelegt – Geschichten die im Bereich „Mystery“ angesiedelt sind und zudem in der Regel Elemente aus dem Bereich der Grusel- und Schauerliteratur enthalten.

## Veröffentlichungen zu Doctor Occult
Die erste „Doctor Occult“-Geschichte wurde im Oktober 1935 in der Ausgabe # 6 der Comicserie More Fun Comics veröffentlicht, in der die „Doctor Occult“-Reihe in den folgenden Jahren ein festes Feature bildete. Autor dieser frühen Geschichten, sowie Schöpfer von Doctor Occult war der Amerikaner Jerry Siegel, der später durch die von ihm erfundenen Comicfiguren beziehungsweise -serien „Superman“ und „Spectre“ als Science-Fiction-Autor Weltrang erreichte. 
Mit More Fun Comics #38 von 1938 verschwand „Doctor Occult“ als Feature aus dieser Reihe. Weitere Geschichten der Figur wurden zunächst in The Comics Magazine (unter dem Titel Dr. Mystic) veröffentlicht.
In den 1980er Jahren wurden „Doctor Occult“-Geschichten in der Serie All Star Brigade veröffentlicht, bevor die Figur in den frühen 1990er Jahren von Autoren wie Neil Gaiman – als einer der Titelhelden der Serie The Trenchcoat Brigade sowie als Hauptfigur in dem Comicroman The Book of Magic – und Roger Stern – in der Serie „Superman“ – in modernisierter Form „wiederbelebt“ wurde. 1994 widmete Vertigo, ein DC-Imprint, das Comics veröffentlicht, die gezielt ein erwachsenes Publikum ansprechen sollen, einen One-Shot zu Doctor Occult. 1999 spielte er in der – ebenfalls von Vertigo publizierten – Miniserie Trenchcoat Brigade eine tragende Rolle.

## Titelfigur und Handlung
Doctor Occult, der eigentlich Richard Occult heißt, ist ein Privatdetektiv, der sich der Erforschung übernatürlicher Vorgänge widmet. Optisch – mit Trenchcoat, in die Stirn gezogenem Fedorahut, eleganten Anzügen und kettenrauchend – den „hard boiled detectives“ der sogenannten Schwarzen Serie, wie Raymond Chandlers Philip Marlowe oder Dashiell Hammetts Sam Spade nachempfunden, hat die Figur selbst in neueren Geschichten ihr an der Mode der 1930er und 1940er Jahre angelehntes Erscheinungsbild beibehalten.
Bei der Lösung seiner Fälle, die fast immer etwas mit Phänomenen wie Magie, Okkultismus, Satanismus, Mystizismus oder anderen Wirkungskräften düsterer, unheilvoller Mächte zu tun haben, kommen Occult seine eigenen übernatürlichen Fähigkeiten zugute: Er kann andere Menschen hypnotisieren, kann kraft seines Willens täuschend echte Illusionen heraufbeschwören und durch Telekinese Kontrolle über Dinge und Personen ausüben. Daneben besitzt er eine „magische Scheibe“ (eine Art Amulett), die optisch aussieht wie ein in einem Kreis eingeschlossenes Malteserkreuz und es ihm ermöglicht die unterschiedlichsten Zauberkunststücke zu vollbringen und das nur von ihm berührt werden kann. Bei seinen Abenteuern unterstützt wird Occult durch seinen Butler Jenkins und seine Partnerin/Lebensgefährtin Rose Psychic (ab More Fun Comics #19 vom März 1937). Häufige Gaststars in Occults Abenteuern sind neben Superman, der mysteriöse Phantom Stranger und der zynische John Constantine. Occults häufigster Widersacher ist der böse Magier Koth.
Zu Occults Feinden zählt die schamanistische Gruppe „The Seven“, eine Clique aus sieben fragwürdigen Mystikern, die ihn und Rose Psychic aufgezogen hatten. Die wichtigste Entwicklung innerhalb der diversen Reihen ist die Verschmelzung Occults und Roses zu einer Person mit zwei Persönlichkeiten, die sich gegenseitig ablösen.